# Peter Ayesu
Peter Ayesu (ur. 1 czerwca 1962) – malawijski bokser, olimpijczyk, uczestnik igrzysk olimpijskich w 1984 i igrzysk olimpijskich w 1988.
Podczas igrzysk w Los Angeles startował w wadze muszej. W pierwszej rundzie trafił na Prabina Tuladhara z Nepalu. Ayesu wygrał z Tuladharem na punkty (5–0). W drugiej rundzie spotkał się z reprezentantem Paragwaju, Oppe Pinto, z którym również wygrał na punkty. Natomiast w ćwierćfinale spotkał się ze Steve’em McCrorym ze Stanów Zjednoczonych, z którym Ayesu przegrał (0-5).